# Kathrin Heimann
Kathrin Heimann (* 10. Oktober 1985) ist eine ehemalige deutsche Fußballschiedsrichterin.

## Werdegang
Heimann wurde im Alter von 15 Jahren Schiedsrichterin. Sie pfiff für den Gladbecker Verein Wacker Gladbeck. Im Jahre 2009 wurde sie erstmals in der 2. Bundesliga eingesetzt, ehe zwei Jahre später der Aufstieg in die Bundesliga folgte. Der DFB nominierte Heimann als Schiedsrichterassistentin für das DFB-Pokalfinale 2012 zwischen dem 1. FFC Frankfurt und Bayern München. Im Männerbereich leitet sie in der Saison 2011/12 Partien in der fünftklassigen NRW-Liga. Seit der Auflösung der NRW-Liga am Saisonende pfeift Heimann in der Oberliga Westfalen. Nach der Saison 2024/25 beendete Heimann ihre Karriere.
Neben ihrer Tätigkeit als Schiedsrichterin absolvierte Kathrin Heimann ein Biologiestudium.